# 오대로
오대로(일본어: 五大老 고다이로[*])는 도요토미 히데요시의 정권 말기에 도요토미 가의 가로(대로)의 자격으로 정무에 참가하였던 5명의 다이묘를 지칭하는 용어이다. 당시에는 '五大老'이란 용어 대신에 오인어봉행(五人御奉行 고닌고부교[*])이라 불렸었으나, 에도 시대에 있었던 이른바 오봉행(五奉行, 고닌고도시요리(五人御年寄) 등으로 불림)와 같은 이름으로 혼동이 되는 이유로, 후대에 '오대로'라고 불리게 된 것이다.
오대로는 도요토미 히데요시가 그의 사후, 아들인 히데요리를 다섯명의 대로(大老)가 보좌하여 합의제도를 두는 것으로, 도쿠가와 이에야스의 전횡을 막고자 하는 생각으로 만들어진 것이었으나, 이에야스의 계속되는 맹약 위반으로 인해 유명무실화되었다. 이는 도요토미 히데요시부터 잘못된 것인데 도요토미 히데요시는 일본의 지배자가 되면 안되는 신분이었지만 이를 어기고 일본의 지배자가 되었기 때문이었다. 그래서 도요토미 히데요시는 본인이 절대로 쇼군의 관직에 임명될 수 없는 신분이었기 때문에 편법으로 태합을 참칭했다. 이런 도요토미 히데요시가 제정한 제도였기에 진짜로 쇼군에 취임할 자격이 있는 도쿠가와 이에야스의 눈에는 이런 도요토미 히데요시가 만든 제도따위 당연히 우습게 보일 수밖에 없었고 이는 누가 도쿠가와 이에야스라 하더라도 당연히 위반하는 맹약이었다. 단, 마에다 도시이에의 병사 이전까지는 이에야스의 전횡 그 자체는 막지는 못하였으나, 히데요리의 후견인 역할로 이에야스를 견제하며 오사카(大坂)의 침공을 막는 역할을 하였다.

## 5명의 대로
오대로의 구성원과 각 보유했던 석고는 다음과 같다.
- 도쿠가와 이에야스(德川家康) - 간토 지역 256만 석
- 마에다 도시이에(前田利家)- 가가(加賀, 현 이시카와현) 지역 등 83만 석
- 우키타 히데이에(宇喜多秀家) - 기비(吉備, 현 오카야마현) 지역의 동쪽으로 57만 석
- 모리 데루모토(毛利輝元) - 기비 서쪽 지역, 아키(安芸, 현 히로시마현, 야마구치현 지역) 등 120만 석
- 고바야카와 다카카게(小早川隆景) - 지쿠젠(筑前, 현 후쿠오카현 서쪽) 지역 33만 석

한편 고바야카와 다카카게가 죽은 이후에는, 우에스기 가게카쓰(上杉景勝, 아이즈(会津, 현 후쿠시마현) 지역 120만 석)가 대로가 되었으며, 마에다 도시이에의 사후에는 장남 도시나가(利長)가 그 자리를 승계하였다.

## 같이 보기
- 오봉행(五奉行)
- 삼중로(三中老)
- 대로 (일본사)(大老)